# Squall (松本英子の曲)
『Squall』（スコール）は、日本の松本英子の2枚目のシングルである。1999年9月8日発売。発売元はBMG JAPAN。

## 概要
表題曲「Squall」は福山雅治主演の月9ドラマ『パーフェクトラブ!』の挿入歌として使用され、ロングヒットとなった。恋心を女性目線で描いたバラードであり、初の楽曲提供をした福山は同年の「HEAVEN/Squall」でセルフカバーしている。

## 収録曲
1. Squall (4:46)
作詞・作曲：福山雅治、編曲：富田素弘
2. 空を見上げて (3:41)
作詞：松本英子、作曲：ユルリック・ヨハンソン / ダグラス・カール、編曲：ダグラス・カール
3. やさしい種子 (3:38)
作詞：川村真澄、作曲：ダグラス・カール / アンドレアス・カールソン、編曲：ダグラス・カール/フィッジェ
4. Squall（カラオケ） (4:46)

## 収録アルバム

### Squall
- サントラ『Rendevzvous 1/"Perfect Love" original song book』（1999年8月4日）
- オリジナル『From The First Touch』（1999年10月21日）
- オムニバス『LA・SHI・SA J-HITS Wedding Song Selection』（2002年5月22日）
- オムニバス『Kiss 〜dramatic love story〜』（2002年7月10日）
- コンセプト『君の音』（2003年2月26日）
- オムニバス『ラヴ〜メモリー・オブ・メロディー〜』（2005年9月21日）
- 通販CD『Believe』
- 通販CD『恋するバラード〜Woman』
- 通販CD『FUN Greatest Hits of 90's』（2006年）
- 通販CD『J-POP STATION』（2007年）
- オムニバス『「誰も知らない泣ける歌」外伝〜なみだのバラード』（2009年2月18日）

### 空を見上げて
- オリジナル『From The First Touch』（1999年10月21日）

## カバー
- 1999年11月に福山雅治が「HEAVEN/Squall」でセルフカバーした。
- 2000年10月にエドモンド・リョン（梁漢文）がアルバム『PG家長指引』でカバーした。広東語版の曲名は「我的命運」。
- 2010年11月に星井美希（長谷川明子）が『THE IDOLM@STER MASTER ARTIST 2 -FIRST SEASON- 03 星井美希』でカバーした。
- 2012年11月にBENIがアルバム『COVERS:2』でカバーした。
- 2013年に田中舞がミニアルバム『Sunshine』でカバーした。
- 2014年2月にTiaraがアルバム『Girl～Tiara Love Song Covers～』でカバーした。
- 2016年 ver.としてリレコーディング、ライブで松本が歌ってきた福山雅治の「ながれ星」のカバー、2曲を収録したデジタルシングルも。
- 2018年に林部智史『カタリベ1』でカバー